# Clathrina atlantica
Clathrina atlantica är en svampdjursart som först beskrevs av Thacker 1908.  Clathrina atlantica ingår i släktet Clathrina och familjen Clathrinidae. Inga underarter finns listade i Catalogue of Life.